# Jean Bastia
Jean Bastia, de son vrai nom Jean Charles Paul Fortunio Simoni, né le 21 février 1919 à Paris 9e et mort le 16 octobre 2005 à Bergerac, est un réalisateur, scénariste, et producteur français.

## Biographie
La véritable identité de Jean Bastia, né à Paris où son père Jean Bastia (1878-1940) était artiste dramatique et auteur, est restée longtemps méconnue. Sa famille était d'origine corse, de Vescovato. La famille Simoni venait de Figari et s'était installée à Vescovato au début du XIXe siècle. Elle possédait la charge de greffier de justice.
Jean Bastia a été un réalisateur populaire qui, à plusieurs reprises, a dirigé des comédiens comme Louis de Funès ou Jean Richard.

## Filmographie

### Réalisateur
- 1957 : Nous autres à Champignol
- 1958 : Les Aventuriers du Mékong
- 1959 : Le Gendarme de Champignol
- 1960 : Certains l'aiment froide
- 1960 : Les Tortillards
- 1961 : Dynamite Jack
- 1966 : Le Caïd de Champignol
- 1967 : Réseau secret
- 1974 : … Et mourir de désir

### Scénariste
- 1957 : Nous autres à Champignol
- 1960 : Les Tortillards
- 1961 : Dynamite Jack
- 1966 : Le Caïd de Champignol
- 1967 : Réseau secret

### Assistant réalisateur
- 1947 : Quartier chinois de René Sti
- 1948 : Gigi de Jacqueline Audry
- 1950 : Nous irons à Paris de Jean Boyer
- 1950 : Le Rosier de Madame Husson de Jean Boyer
- 1951 : Boîte de nuit d'Alfred Rode
- 1952 : Nous irons à Monte-Carlo de Jean Boyer
- 1952 : Le Trou normand de Jean Boyer
- 1952 : Coiffeur pour dames de Jean Boyer
- 1953 : Cent Francs par seconde de Jean Boyer
- 1953 : Femmes de Paris de Jean Boyer
- 1954 : C'est… la vie parisienne d'Alfred Rode
- 1954 : J'avais sept filles de Jean Boyer
- 1955 : La Madelon de Jean Boyer
- 1955 : La Môme Pigalle d'Alfred Rode
- 1956 : Le Couturier de ces dames de Jean Boyer
- 1956 : La Terreur des dames de Jean Boyer

### Producteur
- 1977 : Moi, fleur bleue d'Éric Le Hung
- 1978 : Ça va pas la tête de Raphaël Delpard
- 1982 : Salut, j'arrive de Gérard Poteau
- 1982 : Le Crime d'amour de Guy Gilles
- 1984 : Clash de Raphaël Delpard